# Roberto Bisconti
Roberto Bisconti (* 21. Juli 1973 in Montegnée) ist ein ehemaliger italienisch-belgischer Fußballspieler. Der Mittelfeldspieler spielt zuletzt von 2009 bis 2011 für den belgischen Viertligisten FC Seraing.

## Karriere
Bisconti begann seine Karriere beim belgischen Erstdivisionär Standard Lüttich, für den er im Laufe seiner Karriere noch weitere drei Male spielte. Er gehörte dort zusammen mit Régis Genaux, Philippe Léonard und Michaël Goossens einer Spielergeneration an, die aufgrund ihres vielversprechenden Karrierestarts auch „die Musketiere“ von Standard Lüttich genannt wurde.
In der Folgezeit war er für den RFC Seraing, Calcio Monza, Sporting Charleroi, FC Aberdeen, Rapid Bukarest, OGC Nizza, EA Guingamp und Panthrakikos tätig. 2009 kehrte er zurück nach Belgien und spielte von Februar 2009 bis Saisonende für den Drittligisten CS Visé. Anschließend wechselte er zum Viertligisten RFC Seraing, bei dem er bereits Mitte der 1990er aktiv war.
Bevor er seine Karriere endgültig beendete, spielte er 2011 noch kurzzeitig für den belgischen Provinzklub Royal Esneux Sport.
Von 2004 bis 2005 spielte Bisconti insgesamt 13 Mal für die Nationalmannschaft Belgiens. Er debütierte am 18. Februar 2004 im Spiel gegen Frankreich und bestritt sein letztes Spiel am 17. September 2005 gegen San Marino.
Im Oktober 2012 wurde von der belgischen Polizei nach Bisconti gefahndet, nachdem er wegen Insolvenzbetrugs zu 18 Monaten Haft verurteilt worden war und sich, um der Strafe zu entgehen, auf die Flucht vor der Justiz begab. Anfang September 2013 wurde bekannt, dass Bisconti zu 200 Arbeitsstunden verurteilt wurde, da er eine Insolvenz vortäuschte, um seiner Ex-Frau keine Alimente zahlen zu müssen. Des Weiteren wurde er auch wegen Steuerbetrugs belangt, da er Einkünfte, die er während seiner Zeit bei OGC Nizza erhalten hatte, nicht versteuert hatte.